# إيفان شابمان
إيفان شابمان (12 أكتوبر 1906 - 19 فبراير 1976)  (بالإنجليزية: Ivan Chapman)‏ هو لاعب كريكت بريطاني (وحمل سابقاً جنسية المملكة المتحدة لبريطانيا العظمى وأيرلندا).